# 무인양품
무인양품(無印良品 일본어: 無印良品 무지루시료힌[*], MUJI)은 1980년 설립된 일본의 브랜드이다. ‘상표 없는 좋은 품질의 제품’이란 뜻을 가진 무인양품은 일본의 라이프스타일 브랜드다. 각종 생활용품을 비롯해 의류와 가구, 식재료 등 7000개가 넘는 품목을 만들어 판다. 일본어로 ‘무지루시료힌’이라 읽고 줄여서 ‘무지(MUJI) ’라 부른다.
무인양품의 시작은 PB(자체브랜드)였다. 1980년부터 일본 대형 수퍼마켓 세이유에서 팔다 89년 회사를 따로 차려 독립 브랜드가 됐다. 일본 전역과 한국을 포함한 해외 24개 국가에 진출했다.

## 제품 및 사업
무인양품은 1980년대 단 40개의 제품으로 시작했다. 일부 제품에는 펜, 연필, 노트북, 보관 장치, 의류, 주방 가전 제품, 식품 및 가정 용품이 포함된다. 무인양품은 자동차도 만들었다. 뉴욕에 있는 것과 같은 무인양품 매장은 규모가 크며 거의 모든 단일 제품을 갖추고 있다. 주요 사업에는 카페 무지(Café Muji), 밀 무지(Meal Muji), 무지 캠프사이트(Muji Campsite), 꽃집 및 홈 퍼니싱도 포함된다. 이 회사는 또한 무지 하우스(Muji House)와 같은 건축 프로젝트에도 참여했다.
2000년대 말까지 무인양품은 7,000개 이상의 다양한 제품을 판매했다. 선택한 소재에 따라 제품의 소매 가격을 '평소보다 낮게' 유지하고 제조 공정을 간소화하며 포장을 최소화하는 등 '합리적인 가격' 브랜드로 포지셔닝된다. 2019년 4월, 무인양품은 일본 긴자에 최대 규모의 무인양품 매장을 오픈했다. 회사는 6층에 아텔리어 무지 긴자(Atelier Muji Ginza)를 추가했다.
무인양품은 선전, 베이징, 도쿄 긴자에 호텔을 오픈했다.

## 역사

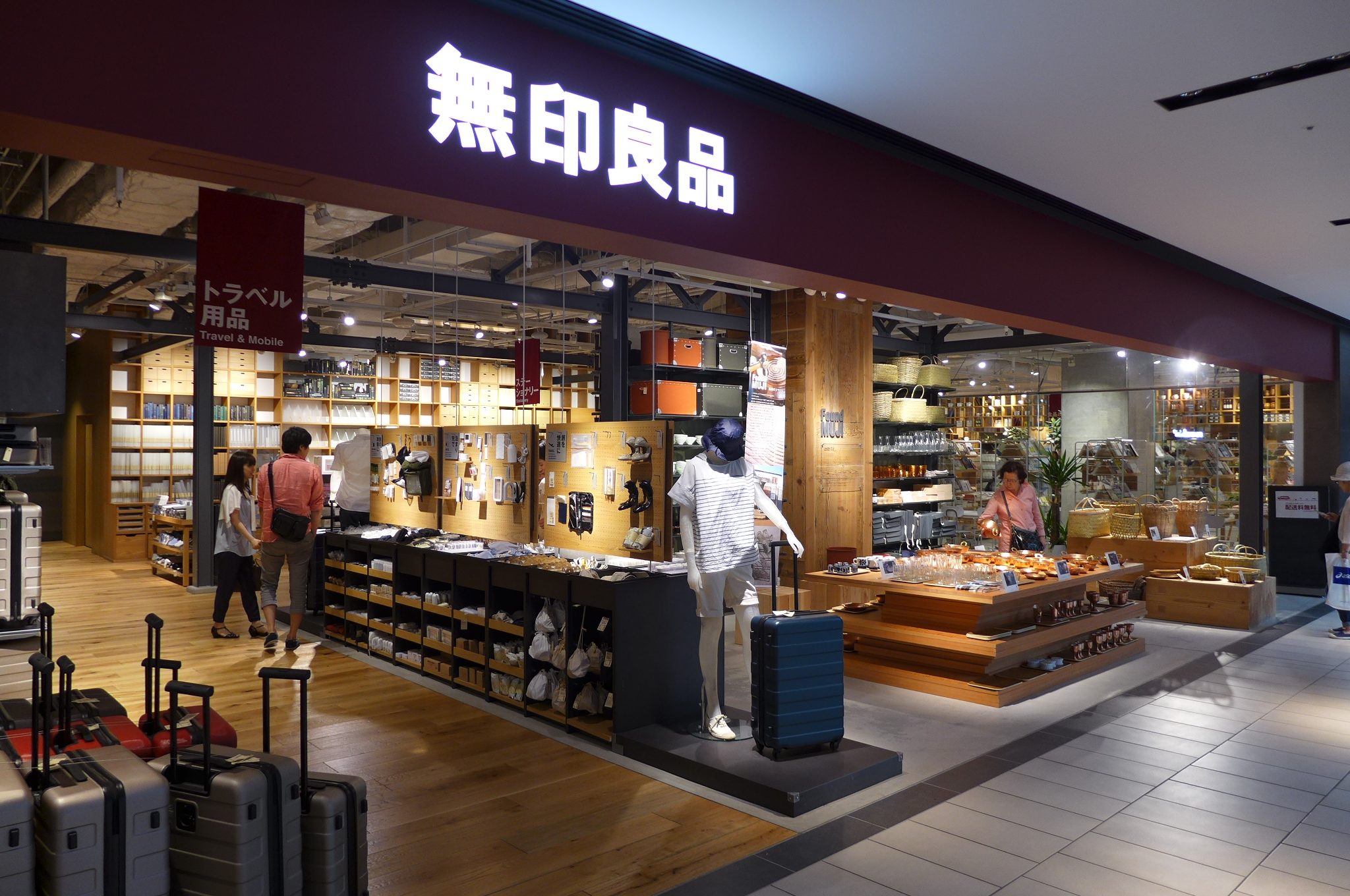
일본 오사카의 무인양품

무인양품은 1980년 12월 슈퍼마켓 체인 세이류의 제품 브랜드로 시작되었다. 무인양품 제품군은 합리적인 가격의 고품질 제품을 제공하기 위해 개발되었으며 "낮은 가격"이라는 슬로건을 사용하여 판매되었다. 제품은 투명한 셀로판, 일반 갈색 종이 라벨 및 빨간색 글씨로 포장되었다. 무인양품은 소비자를 위해 소매 가격을 인하하려는 노력을 통해 회사가 U자형 스파게티, 즉 스트레이트 스파게티를 판매하기 위해 잘라낸 남은 부분을 판매함으로써 낭비를 줄이는 것을 보았다.
1981년 세이부 류츠 그룹의 사장인 츠츠미 세이지가 무인양품 제품 전용 매장을 열 것을 제안했지만, 세이유 이사들은 이 아이디어를 거부했다. 회사의 자문위원회는 대량 생산에 반대하는 매장 아이디어를 제안하면서 이 아이디어를 지지했다. 회사는 매장이 슈퍼마켓 제품군에서 독립 제품 회사로 확장될 수 있도록 하는 제품 개발을 시작했다. 이러한 제품에는 식품, 의류, 문구류, 생활용품 등이 포함되었다.
1983년에는 도쿄 아오야마에 최초의 직영 무인양품점을 오픈했다. 1985년 무인양품은 해외 생산 및 조달을 시작했고, 1986년에는 직접 공장 주문을 시작했으며, 1987년에는 Muji가 글로벌하게 소재 개발을 시작했다.
1989년 양품계획은 기획, 개발, 생산, 유통 및 판매를 포함한 모든 무인양품 제품 및 운영에 대한 제조업체 및 소매업체가 되었다.
1991년 무인양품은 런던에 첫 해외 매장을 오픈했다.
1995년에는 "무인양품 쓰난 캠프장"의 주식이 일본증권업협회의 장외주식으로 등록되었다. 1998년에 양품계획은 도쿄 증권 거래소 제2부에 상장되었다. 2001년부터는 첫 번째 섹션에 등재되었다.
'무인양품'이라는 브랜드명은 1999년경부터 사용된 것으로 보인다.
2011년에는 아오야마의 첫 번째 무인양품 매장이 전 세계의 제품을 갖춘 컨셉 스토어로 재개발되었다.
2020년과 2021년에 무인양품은 신장 자치구의 강제 노동 조건에서 생산된 면화 사용에 대한 조사를 받았다. 이후 무인양품은 홍콩과 같은 특정 시장에서 상품에 "신장 면화"라는 라벨을 붙이는 것을 중단했다. 2021년 12월, 홍콩, 대만, 일본 시장에서 단순히 '유기농 면화'라는 라벨이 붙은 동일한 무인양품 의류가 중국에서는 '신장 면화'라는 배너 아래 무인양품에 의해 여전히 판매되고 있는 것으로 보고되었다.

## 운영 국가
일본에서는 양품계획이 2017년 8월 기준으로 328개의 직영 매장을 보유하고 있으며 124개의 매장에 제품을 공급하고 있다. 양품계획은 오사카, 고텐바, 후쿠오카에 3개의 공장 매장을 두고 있다.
2022년 8월 기준으로 덴마크(1) 영국(7), 핀란드(1), 프랑스(7), 이탈리아(6), 독일(7), 아일랜드(1), 스웨덴(1), 스페인(4), 폴란드(1), 포르투갈(1), 스위스(1) 미국(10), 캐나다(9), 홍콩(19), 마카오(1), 싱가포르(15), 말레이시아(1) 9), 한국(40), 중국 본토(325), 대만(58), 태국(26), 호주(5), 인도네시아(6), 필리핀(5), 바레인(2), 쿠웨이트(3), 카타르(2), 사우디아라비아(5), UAE(7), 오만(1), 인도(3), 베트남(3)을 포함 579개의 국제 소매점이 있다.

## 디자인
무인양품은 독특한 디자인으로 유명하며, 이는 7,000개 이상의 제품에 걸쳐 적용된다. 평론가들은 무인양품의 디자인 스타일을 평범함, "단순함", "미니멀리스트", "바우하우스 스타일"로 묘사했다.
무인양품의 제품 디자인과 브랜드 아이덴티티는 재료 선택, 간소화된 제조 공정, 최소한의 포장을 기반으로 한다. 무인양품 제품은 색상 범위가 제한되어 있으며, 최소한의 포장으로 선반에 진열되어 있으며 기능적인 제품 정보와 가격표만 표시되어 있다. 제품에 포함된 자세한 지침은 일반적으로 일본어로만 인쇄되어 있지만 일부 제품에는 다국어 번역이 포함되기 시작했다.

### 디자인 접근 및 제작
무인계획은 기업 웹사이트에서 "이유가 있어서 낮은 가격"이라는 원래 무인 마케팅 슬로건에 충실하면서 "평상시보다 낮은" 소매 가격으로 고품질 제품을 생산한다는 원칙을 합리화하고 있다. 무인양품은 카탈로그 웹사이트에서 "무인양품 디자인의 중심에는 일본의 간결 개념, 즉 단순함의 개념이 있다"고 명시하고 있으며, "힘든 일상 생활에 조용한 평온함을 가져오는 것"을 목표로 하고 있다. 인터뷰에서 무인 USA의 사장인 아자미 히로요시는 무인의 디자인 문화가 기본적이고 필요한 "단순한" 제품을 디자인하는 데 중점을 두고 있다고 설명했다.
무인양품은 디자인에 있어서도 "사람이나 환경에 심각한 영향을 미칠 수 있는 물질의 사용을 제한"하고 "모듈을 표준화하고 분해를 용이하게 하며 포장을 줄여 폐기물을 줄인다"는 환경 지침을 따른다.
무인양품의 디자인 프로세스는 기술 그 자체를 거부하며, 프로토타입 디자인은 불필요한 세부 사항을 장려하지 않기 위해 컴퓨터가 아닌 종이로 제작된다. 소비자의 제품 사용에 따라 제조 공정이 결정되는데, 이는 디자인 우선순위이다. 마감, 선 및 형태는 제조 용이성을 위해 최소화된다.
최근 몇 년 동안 무인양품은 현지 문화와 장인정신을 감상하는 데 주력해 왔다. 파운드 무지(Found Muji) 제품 라인은 무인의 디자이너들이 전 세계적으로 사용되는 공예품과 아이템에 초점을 맞춰 회사의 디자인 접근 방식을 따르는 제품과 디자인을 찾는 운동이다.

### 디자이너

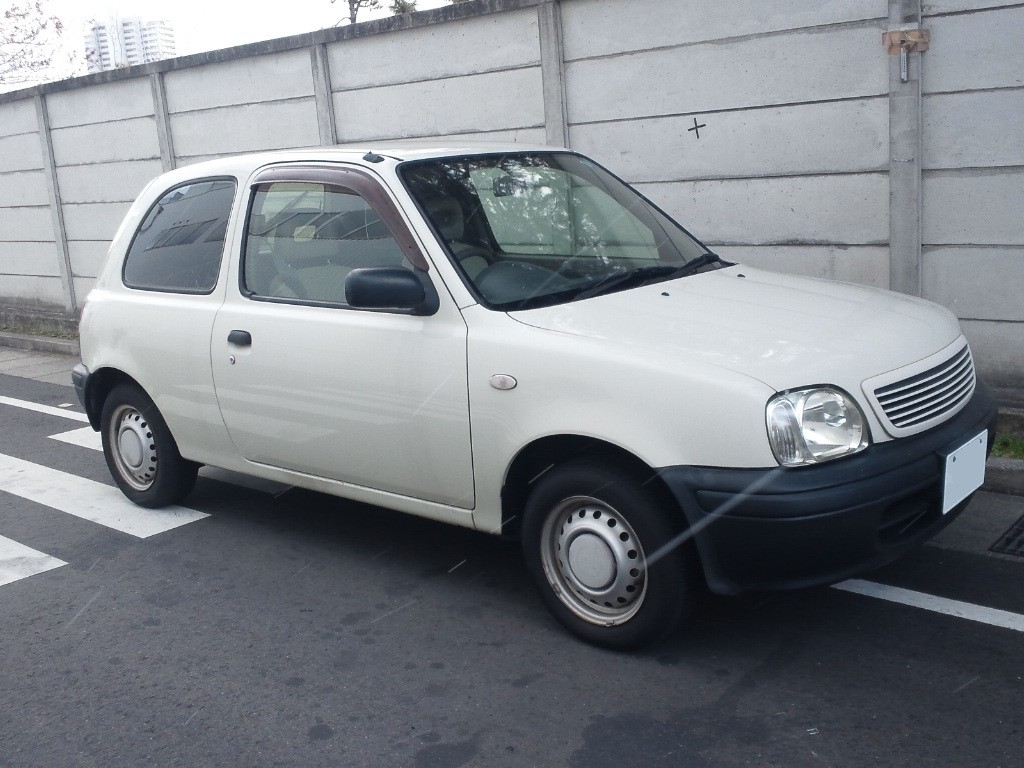
무지 카 1000

무인양품의 제품은 디자이너 개인의 소유가 아니다. 무인양품은 자사 제품 중 일부가 해외 유명 디자이너의 작품이었다고 밝혔지만, 그들이 누구인지는 밝히지 않았다. 하지만 자신의 참여를 공개적으로 밝힌 디자이너도 있다. 가장 주목할만한 사람은 후카사와 나오토, 재스퍼 모리슨, 제임스 어바인, 샘 헥트 및 콘스탄틴 그르치치이다.
무인양품은 다른 회사와 디자인 협업에 참여한다. 2001년에 무인과 닛산자동차는 무지 카 1000(Muji Car 1000)을 생산했다. 이러한 연료 효율성, 저배출, 저비용 한정판의 차량은 가능한 한 재활용 소재를 사용하는 것을 목표로 했다. 무인양품의 노브랜드 전략에 따라 자동차에는 브랜드 로고가 없었다.

### 제조업체
일반적으로 무인양품은 제조 출처를 비공개로 유지한다.
주목할만한 예외 중 하나는 독일에서 가장 오래된 가구 제조업체인 토넷(Thonet)과의 협업이다. 2008년에 무인양품과 토넷은 두 가지 라인의 미니멀리스트 가구를 생산하기 위한 협력을 발표했다. 첫 번째는 토넷의 상징적인 No. 14 의자에 경의를 표하여 제임스 어바인(James Irvine)이 디자인한 구부러진 나무 의자였다. 두 번째는 콘스탄틴 그르치치가 디자인한 강철 관형 의자와 책상이었다. 토넷의 전무이사인 롤랜드 오나커(Roland Ohnacker)는 "18~35세의 청소년이 토넷 브랜드 세계에 들어갈 수 있도록 돕는 것"이 목표라고 밝혔다. 2009년 봄부터 이 가구는 일부 무인 매장에서 구입할 수 있다.